# Banks (Oregon)
Banks és una població dels Estats Units a l'estat d'Oregon. Segons el cens del 2007 tenia 1.435 habitants.

## Demografia
Segons el cens del 2000, Banks tenia 1.286 habitants, 440 habitatges, i 337 famílies. La densitat de població era de 1.504,6 habitants per km².
Dels 440 habitatges en un 50,7% hi vivien nens de menys de 18 anys, en un 64,1% hi vivien parelles casades, en un 8,6% dones solteres, i en un 23,4% no eren unitats familiars. En el 17,7% dels habitatges hi vivien persones soles el 3,2% de les quals corresponia a persones de 65 anys o més que vivien soles. El nombre mitjà de persones vivint en cada habitatge era de 2,92 i el nombre mitjà de persones que vivien en cada família era de 3,31.
Per edats la població es repartia de la següent manera: un 35,8% tenia menys de 18 anys, un 7,8% entre 18 i 24, un 39,9% entre 25 i 44, un 12,5% de 45 a 60 i un 4% 65 anys o més.
L'edat mediana era de 29 anys. Per cada 100 dones de 18 o més anys hi havia 93,4 homes.
La renda mediana per habitatge era de 57.500$ i la renda mediana per família de 61.932$. Els homes tenien una renda mediana de 42.330$ mentre que les dones 26.818$. La renda per capita de la població era de 21.354$. Aproximadament el 3,1% de les famílies i el 3,2% de la població estaven per davall del llindar de pobresa.

## Poblacions més properes
El següent diagrama mostra les poblacions més properes.